# 長崎県警察部
長崎県警察部（ながさきけんけいさつぶ、Department of Police, Nagasaki Prefecture）は、戦前の内務省監督下の長崎県が設置した府県警察部であり、長崎県内を管轄区域とする。
1874年（明治7年）に設置された長崎県警保課を前身とし、1948年（昭和23年）3月6日に廃止された。

## 沿革

### 明治
- 1874年（明治7年）
  - 1月 - 長崎県庁に警保課を設置。
  - 10月 - 長崎県警察局に改称。
- 1876年（明治9年）
  - 1月6日 - 長崎県第四課に改称。
  - 1月10日 - 長崎県警察所に改称。
- 1878年（明治11年）
  - 1月 - 長崎県警察本署に改称。
  - 9月 - 長崎県第四課に改称。
- 1878年（明治11年）10月 - 長崎県警察課に改称。
- 1879年（明治12年）10月 - 外国籍警察官が採用される。（居留地在住の外国人対策のため）
- 1880年（明治13年）4月 - 長崎県警察本署に改称。
- 1886年（明治19年）7月 - 長崎県警察本部に改称。
- 1890年（明治23年）10月 - 長崎県警察部に改称。
- 1899年（明治32年）7月 - 条約改正で居留地が廃止になり、外国籍警察官も廃止される。
- 1905年（明治38年）4月 - 長崎県第四部に改称。
- 1907年（明治40年）7月 - 長崎県警察部に改称。

### 昭和（戦前）
- 1928年（昭和3年）7月 - 特別高等警察課を設置。
- 1944年（昭和19年）4月 - 警備隊を設置。
- 1945年（昭和20年）8月 - 長崎原爆投下、壊滅的打撃を受ける。

### 昭和（戦後）
- 1945年（昭和20年）
  - 10月 - 特別高等警察が廃止。
  - 12月 - 公安課（公安警察）を設置。
- 1946年（昭和21年）2月 - 警備隊を廃止。
- 1948年（昭和22年）- 長崎県警察部が廃止され、警察法（旧警察法）の施行により、福岡警察管区国家地方警察長崎県本部と自治体警察に組織が再編。

## 組織
1927年（昭和2年）時点
- 警務課
- 高等警察課
- 外事警察課
- 保安課
- 衛生課

## 警察署
1927年（昭和2年）時点 - （）は読み仮名と当時の所在地を2011年（平成23年）4月現在に置き換えておおまかに表す。
県南
- 長崎警察署（ながさき、長崎市）
- 梅崎警察署（うめがさき、長崎市）
- 時津警察署（とぎつ、西彼杵郡時津町）
- 深堀警察署（ふかほり、長崎市）

県央
- 瀬戸警察署（せと、西海市、現在の西海警察署）
- 諫早警察署（いさはや、諫早市）
- 大村警察署（おおむら、大村市）

島原
- 島原警察署（しまばら、島原市）
- 有家警察署（ありえ、南島原市）
- 口ノ津警察署（くちのつ、南島原市、現在の南島原警察署）
- 小浜警察署（おばま、雲仙市、現在の雲仙警察署）
- 神代警察署（こうじろ、雲仙市、2006年（平成18年）に廃止された国見警察署）

県北
- 早岐警察署（はいき、佐世保市）
- 佐世保警察署（させぼ、佐世保市）
- 山口警察署（やまぐち、佐世保市、現在の相浦警察署）
- 平戸警察署（ひらど、平戸市）
- 志佐警察署（しさ、松浦市、現在の松浦警察署）

離島
- 福江警察署（ふくえ、五島市、現在の五島警察署）
- 有川警察署（ありかわ、新上五島町、現在の新上五島警察署）
- 武生水警察署（むしょうず、壱岐市、現在の壱岐警察署）
- 厳原警察署（いずはら、対馬市、現在の対馬南警察署）
- 佐須奈警察署（さすな、対馬市、現在の対馬北警察署）

その他
- 長崎水上警察署（ながさきすいじょう、1971年（昭和46年）9月1日に廃止され、長崎警察署に統合）

## 明治期に存在した外国籍警察官
- ピーター・ドール（Peter Doel、イギリス人）－在籍期間：1879年10月15日〜1895年3月31日
- J・J・オブライエン（J. J. Obrien、アメリカ人）－在籍期間：1895年12月14日〜1899年3月31日

## 歴代部長
| 代 | 官職名                 | 氏名       | 就任日         | 退任日         | 前職                                  | 後職                        | 備考                 |
| -- | ---------------------- | ---------- | -------------- | -------------- | ------------------------------------- | --------------------------- | -------------------- |
| -  | 一等警部 警察局長      | 小川政孝   | 1875年9月16日  | 1876年9月14日  | 長崎県権大属 邏卒権総長               | 依願免本官                  |                      |
| -  | 第四課長 兼警察所長    | 山川景範   | 1876年9月14日  | 1878年1月      | 第四課                                | -                           |                      |
| -  | 第四課長 兼警察本署長  | 山川景範   | 1878年1月      | 1878年9月      | -                                     | -                           |                      |
| -  | 第四課長               | 山川景範   | 1878年9月      | 1878年10月     | -                                     | -                           |                      |
| -  | 警察課長               | 山川景範   | 1878年10月     | 1880年4月      | -                                     | -                           |                      |
| -  | 警察本署長             | 山川景範   | 1880年4月      | 1881年8月31日  | -                                     |                             |                      |
| -  | 警察本署長心得         | 河西安人   | 1881年8月31日  | 1881年12月21日 | 三等属兼三等警部                      | 警察本署                    |                      |
| -  | 警部長心得             | 野間口兼一 | 1881年12月21日 | 1882年6月13日  | 警察副使                              | -                           |                      |
| 1  | 警部長 警察本署長      | 野間口兼一 | 1882年6月13日  | 1886年7月20日  | -                                     | -                           |                      |
| 1  | 警部長 警察本部長      | 野間口兼一 | 1886年7月20日  | 1887年10月25日 | -                                     | 石川県警部長                |                      |
| 2  | 警部長 警察本部長      | 吉田弘蔵   | 1887年10月25日 | 1890年10月11日 | 福島県警部長                          | 愛知県警部長                |                      |
| 3  | 警部長 警察部長        | 真崎秀郡   | 1890年10月11日 | 1893年3月21日  | 愛媛県警部長                          | 非職                        |                      |
| 4  | 警部長 警察部長        | 入佐清静   | 1893年3月21日  | 1897年4月26日  | 鳥取県警部長                          | 福岡県書記官                |                      |
| 5  | 警部長 警察部長        | 安立綱之   | 1897年4月26日  | 1899年1月11日  | 福岡県警部長                          | 佐賀県書記官                |                      |
| 6  | 警部長 警察部長        | 吉見輝     | 1899年1月11日  | 1899年4月8日   | 広島県警部長                          | 大阪府警部長                |                      |
| 7  | 警部長 警察部長        | 増永洋吉   | 1899年4月19日  | 1900年10月27日 | 広島県警部長                          | 佐賀県書記官                |                      |
| 8  | 警部長 警察部長        | 丸山重俊   | 1900年10月27日 | 1902年10月9日  | 大分県書記官                          | 警視                        |                      |
| 9  | 警部長 警察部長        | 内村直俊   | 1902年10月20日 | 1903年6月20日  | 滋賀県警部長                          | 兵庫県警部長                |                      |
| 10 | 警部長 警察部長        | 亀山理平太 | 1903年6月20日  | 1905年2月10日  | 山形県警部長                          | 朝鮮公使館警視              |                      |
| 11 | 警部長 警察部長        | 湯浅倉平   | 1905年2月10日  | 1905年4月19日  | 愛媛県警部長                          | -                           |                      |
| 11 | 事務官 第四部長 警務長 | 湯浅倉平   | 1905年4月19日  | 1906年4月17日  | -                                     | 神奈川県事務官・第四部長    |                      |
| 12 | 事務官 第四部長 警務長 | 太田政弘   | 1906年4月17日  | 1906年8月15日  | 愛媛県事務官・第四部長                | 警視庁官房主事              |                      |
| 13 | 事務官 第四部長 警務長 | 茂泉敬孝   | 1906年8月15日  | 1907年2月27日  | 新潟県事務官・第四部長                | 南満州鉄道調査役            |                      |
| 14 | 事務官 第四部長 警務長 | 小島源三郎 | 1907年2月27日  | 1907年7月13日  | 関東民政署旅順支署長                  | -                           |                      |
| 14 | 事務官 警察部長 警務長 | 小島源三郎 | 1907年7月13日  | 1908年7月21日  | -                                     | 静岡県事務官                |                      |
| 15 | 事務官 警察部長 警務長 | 川崎卓吉   | 1908年7月21日  | 1910年10月1日  | 福井県事務官・警察部長                | 石川県内務部長              |                      |
| 16 | 事務官 警察部長 警務長 | 手塚敏郎   | 1910年10月1日  | 1913年6月13日  | 福井県事務官・警察部長                | 島根県内務部長              |                      |
| 17 | 警察部長               | 稲葉健之助 | 1913年6月13日  | 1914年4月28日  | 滋賀県事務官・警察部長                | 宮崎県内務部長              |                      |
| 18 | 警察部長               | 斎藤守圀   | 1914年4月28日  | 1916年4月28日  | 福井県警察部長                        | 神奈川県警察部長            |                      |
| 19 | 警察部長               | 河原田稼吉 | 1916年4月28日  | 1917年8月25日  | 熊本県警察部長                        | 内務省警保局保安課長        |                      |
| 20 | 警察部長               | 大海原重義 | 1917年8月28日  | 1918年5月25日  | 千葉県警察部長                        | 内務省警保局事務官          |                      |
| 21 | 警察部長               | 今村惟善   | 1918年5月25日  | 1920年9月14日  | 山梨県警察部長                        | 栃木県内務部長              |                      |
| 22 | 警察部長               | 藤山竹一   | 1920年9月14日  | 1922年1月21日  | 休職福島県警察部長                    | 福岡県警察部長              |                      |
| 23 | 警察部長               | 小栗一雄   | 1922年1月21日  | 1922年10月16日 | 奈良県警察部長                        | 警視庁衛生課長              |                      |
| 24 | 警察部長               | 木島茂     | 1922年10月16日 | 1923年10月27日 | 高知県警察部長                        | 山梨県内務部長              |                      |
| 25 | 警察部長               | 井野次郎   | 1923年10月27日 | 1924年6月27日  | 神奈川県理事官                        | 広島県警察部長              |                      |
| 26 | 警察部長               | 玉置省吾   | 1924年6月27日  | 1924年12月20日 | 佐賀県警察部長                        | 依願免本官                  |                      |
| 27 | 書記官 警察部長        | 毛利文治   | 1924年12月20日 | 1925年9月17日  | 愛媛県警察部長                        | 静岡県書記官・警察部長      |                      |
| 28 | 書記官 警察部長        | 豊島長吉   | 1925年9月17日  | 1927年5月17日  | 愛媛県書記官・警察部長                | 新潟県書記官・警察部長      |                      |
| 29 | 書記官 警察部長        | 長井喜太夫 | 1927年5月17日  | 1927年5月18日  | 静岡県書記官・内務部長                | 長崎県書記官・内務部長      |                      |
| 30 | 書記官 警察部長        | 三島誠也   | 1927年5月19日  | 1928年7月3日   | 警視庁警視 特別高等警察課長兼外事課長 | 内務省事務官                |                      |
| 31 | 書記官 警察部長        | 小早川貞登 | 1928年7月3日   | 1929年7月20日  | 沖縄県書記官・警察部長                | 山口県書記官・内務部長      |                      |
| 32 | 書記官 警察部長        | 柳井義男   | 1929年7月20日  | 1931年5月9日   | 内務省事務官                          | 愛媛県書記官・警察部長      |                      |
| 33 | 書記官 警察部長        | 安原舜一   | 1931年5月9日   | 1931年12月24日 | 愛媛県書記官・警察部長                | 兵庫県書記官・学務部長      |                      |
| 34 | 書記官 警察部長        | 本間精     | 1931年12月24日 | 1932年1月19日  | 山口県書記官・警察部長                | 栃木県書記官・内務部長      |                      |
| 35 | 書記官 警察部長        | 薄田美朝   | 1932年1月19日  | 1933年6月23日  | 休職岡山県警察部長                    | 広島県書記官・警察部長      |                      |
| 36 | 書記官 警察部長        | 安井章一   | 1933年6月23日  | 1934年8月22日  | 山口県書記官・警察部長                | 青森県書記官・内務部長      |                      |
| 37 | 書記官 警察部長        | 森部隆     | 1934年8月22日  | 1935年1月19日  | 岩手県書記官・警察部長                | 社会局書記官 労働部労政課長 |                      |
| 38 | 書記官 警察部長        | 早川元     | 1935年1月19日  | 1936年9月24日  | 警視庁消防部長                        | 愛知県書記官・警察部長      |                      |
| 39 | 書記官 警察部長        | 山本義章   | 1936年9月24日  | 1937年7月8日   | 千葉県書記官・警察部長                | 熊本県書記官・経済部長      |                      |
| 40 | 書記官 警察部長        | 小菅芳次   | 1937年7月8日   | 1939年4月21日  | 広島県書記官・警察部長                | 京都府書記官・警察部長      |                      |
| 41 | 書記官 警察部長        | 久安博忠   | 1939年4月21日  | 1941年5月9日   | 栃木県書記官・警察部長                | 神奈川県書記官・警察部長    |                      |
| 42 | 書記官 警察部長        | 松浦栄     | 1941年5月9日   | 1942年11月1日  | 宮城県書記官・学務部長                | -                           |                      |
| 42 | 部長 警察部長          | 松浦栄     | 1942年11月1日  | 1943年7月1日   | -                                     | 茨城県部長・内政部長        |                      |
| 43 | 部長 警察部長          | 秋葉保広   | 1943年7月1日   | 1945年4月21日  | 大政翼賛会 実践局組織部長             | 群馬県部長・内政部長        |                      |
| 44 | 部長 警察部長          | 鈴木琢二   | 1945年4月21日  | 1945年10月13日 | 軍需省軍需監 兼防空総本部事務官       | 休職                        |                      |
| 45 | 部長 警察部長          | 武若時一郎 | 1945年10月13日 | 1945年10月27日 | -                                     | -                           | 兼任 本務:長崎県部長 |
| 46 | 部長 警察部長          | 三川克己   | 1945年10月27日 | 1946年4月1日   | 九州地方総監府副参事官                | -                           |                      |
| 46 | 地方事務官 警察部長    | 三川克己   | 1946年4月1日   | 1946年10月25日 | -                                     | 厚生省                      |                      |
| 47 | 地方事務官 警察部長    | 伊関庄三郎 | 1946年10月25日 | 1948年3月6日   | 山梨県警察部長                        | 広島警察管区本部長          |                      |

## 主な事件
- 長崎事件
- 長崎警察署襲撃事件